# Ed Mullen
Joseph Edward Mullen, detto Ed (Fond du Lac, 9 marzo 1913 – San Francisco, 10 gennaio 1988), è stato un cestista e allenatore di pallacanestro statunitense, professionista nella NBL.

## Carriera
Giocò per tre stagioni nella NBL, disputando complessivamente 81 partite con 1,9 punti di media.